# برايان دوبي
برايان دوبي هو مدير فني كندي، ولد في 16 فبراير 1962 في وينيبيغ في كندا.